# ذخیره‌گاه طبیعی ویتیم
ذخیره‌گاه طبیعی ویتیم (انگلیسی: Vitim Nature Reserve) یک پارک و ذخیره‌گاه طبیعی در استان ایرکوتسک کشور روسیه است.